# Rupt-en-Woëvre
Rupt-en-Woëvre is een gemeente in het Franse departement Meuse (regio Grand Est) en telt 301 inwoners (2005).
De plaats maakt deel uit van het kanton Dieue-sur-Meuse in het arrondissement Verdun. Voor maart 2015 was het deel van het kanton Verdun-Est, dat toen werd opgeheven.

## Geografie
De oppervlakte van Rupt-en-Woëvre bedraagt 16,6 km², de bevolkingsdichtheid is 18,1 inwoners per km².
De onderstaande kaart toont de ligging van Rupt-en-Woëvre met de belangrijkste infrastructuur en aangrenzende gemeenten.

## Demografie
Onderstaande figuur toont het verloop van het inwonertal (bron: INSEE-tellingen).